# Pál Csernai
Pál Csernai [ˈpaːl ˈʧɛrnɒ.i] (* 21. Oktober 1932 in Pilis; † 1. September 2013 in Budapest) war ein ungarischer Fußballspieler und -trainer.
Der zweifache ungarische Nationalspieler führte als Trainer den FC Bayern München zu Beginn der 1980er Jahre zurück an die Spitze. Er gewann mit dem Verein 1980 und 1981 die deutsche Meisterschaft und 1982 den DFB-Pokal. Im selben Jahr führte er die Bayern ins Finale des Europapokals der Landesmeister. Mit Benfica Lissabon gewann er 1985 den portugiesischen Pokalwettbewerb.
Für Deutschland ist Csernai fußballhistorisch von Bedeutung als Pionier der heute üblichen Raumdeckung. Sein jüngerer Bruder Tibor Csernai war ebenfalls Fußballspieler.

## Karriere

### Spieler
Aus der Jugendabteilung von Vasas Csepel Budapest hervorgegangen, rückte er 1948 in die Kampfmannschaft auf, für die er bis 1955 aktiv war. 1955 hatte er zwei Länderspiele für die A-Nationalmannschaft bestritten.
Wie viele andere Ungarn seiner Ära verließ er 1956 sein Heimatland während des ungarischen Volksaufstands. Über die Schweiz kam er nach Deutschland und schloss sich zur Rückrunde der Saison 1956/57 dem Karlsruher SC, dem amtierenden Pokalsieger und Vizemeister, in der Oberliga Süd an. Bis zum Ende der Folgesaison erzielte er in 28 Ligaspielen sechs Tore und verabschiedete sich mit der süddeutschen Meisterschaft von 1958. Die Spielzeit 1958/59 verbrachte er beim FC La Chaux-de-Fonds in der Schweiz, mit dem er mit dem siebten Rang in der Nationalliga A, der seinerzeit höchsten Spielklasse abschloss.
Von 1959 bis 1965 spielte er für die gerade wieder in die Oberliga aufgestiegenen Stuttgarter Kickers. In seiner ersten Saison dort wurden die Kickers abgeschlagen Letzter der damals erstklassigen Liga und stiegen erneut ab. 1961/62 erzielte Csernai in der letzten Minute des letzten Saisonspieles bei Viktoria Aschaffenburg den 1:1-Ausgleich, der den Verein vor dem Abstieg in die Drittklassigkeit bewahrte. Dieses Tor hatte große Ähnlichkeit mit dem berühmten Wembley-Tor von 1966, und Csernai selbst hegte stets starke Zweifel, ob der Ball wirklich im Tor war. Er blieb bis zum Ende der Saison 1964/65 bei den Kickers, für die er in 113 Ligaspielen elf Treffer erzielte. Während seiner Zeit in Stuttgart eröffnete er dort auch das Feinschmeckerlokal „Puszta“ und betrieb als Pächter eine Garage.
1965/66 schloss er sich kurzfristig dem unterklassigen Schweizer Verein Blau-Weiss Zürich an. In der Hauptsache nutzte er diesen Aufenthalt in der Schweiz aber, um in Magglingen an der Eidgenössischen Hochschule für Sport sein Trainerdiplom zu erwerben.

### Trainer

#### Erste Schritte in der Zweiten Liga
Während seines Studiums an der Sporthochschule Köln trainierte Csernai in der Spielzeit 1967/68 den bergischen Verein TuS Lindlar in der Bezirksklasse Mittelrhein.
1968 trat er den Trainerposten bei Wacker 04 Berlin in der zweitklassigen Regionalliga Berlin an. In den beiden Spielzeiten erreichte er mit der Mannschaft einen 4. und einen 5. Tabellenplatz. Anschließend trainierte er ein Jahr lang den ebenfalls zweitklassigen Süd-Regionalligisten SSV Reutlingen 05, mit dem er nur Platz 15 erreichte; Reutlingen war in den beiden Jahren zuvor 11. und 10. geworden.
Von 1971 bis 1972 trainierte er den belgischen Erstligisten Royal Antwerpen, bei dem er vorzeitig Eddy Wauters weichen musste.

#### Verbandstrainer in Nordbaden
Danach kehrte er nach Deutschland zurück und wurde 1973 Trainer des Badischen Fußballverbandes, bei dem er die nächsten vier Jahre verbrachte und seinen ersten größeren Erfolg als Trainer verbuchte. Im Länderpokal des DFB, weiland als Amateur-Länderpokal bekannt, traf er im Endspiel mit seiner Nordbadischen Auswahl auf die Auswahl des Niederrheinischen Fußballverbandes. Das Spiel endete 1:1. Für das fällige Wiederholungsspiel konnte der Niederrhein keine vollständige Mannschaft mehr aufbieten, so dass der Pokal an die von Csernai trainierte Auswahl ging.

#### Assistenztrainer in Frankfurt und München
Am 1. Juli 1977 wurde er Assistenztrainer von Gyula Lóránt beim Bundesligaverein Eintracht Frankfurt. Lóránt hatte als ungarischer Nationalspieler der 1950er auch am WM-Finale von 1954 in Bern teilgenommen. Die Eintracht war als launische Diva bekannt, die immer wieder als Titelaspirant gehandelt wurde, diese Erwartungen aber regelmäßig enttäuschte. Auch Lóránt hatte als Trainer keinen Titel vorzuweisen. Die Klubs, die er trainierte, zählten überwiegend zum Mittelmaß; ein fünfter Platz mit dem 1. FC Kaiserslautern war sein größter Erfolg.
Lóránt war ab November 1976 bei der Eintracht, war dort ein Jahr später auch schon wieder Vergangenheit. Am 26. November 1977, 16. Spieltag der Saison, besiegte die Eintracht mit Jürgen Grabowski und Bernd Hölzenbein den FC Bayern München mit 4:0. Damit fielen die Bayern, im Mai noch Europapokalgewinner, auf einem Abstiegsplatz und Frankfurt stieg auf Rang 8. Bayern und Eintracht einigten sich auf das unübliche Manöver eines Trainertausches. Der „Fußballprofessor“ Dettmar Cramer ging in die Mainmetropole, Lóránt und sein Assistent kamen in die bayerische Landeshauptstadt. Am Ende der Saison standen die Bayern auf Platz 12 – ihr bis dahin schlechtester Abschluss – und die „Adler“ wurden Siebter.
Mit Beginn der neuen Saison kehrte Paul Breitner zum FC Bayern München zurück. Gemeinsam mit Karl-Heinz Rummenigge, Branko Oblak, Klaus Augenthaler und einigen anderen hatten die Bayern damit eine ansehnliche Mannschaft beisammen. Sie suchten den Anschluss an ihre großen Erfolge; ihre letzte Meisterschaft hatten sie 1974 gewonnen.
Unter Lóránt hatte man beim FC Bayern München damit begonnen, von Manndeckung auf Raumdeckung umzustellen; Bayern war nach Eintracht Frankfurt die zweite Bundesligamannschaft, die diesen Schritt unternahm. Zu Beginn lief es alles andere als rund, und nach der Hinrunde wurde Lóránt entlassen. Der temperamentvolle Cheftrainer hatte auch mit einem Imageproblem zu kämpfen. So vertrieb er auch schon mal mit den ihm zur Verfügung stehenden physischen Mitteln ein Kamerateam des Fernsehens. Als auf eine 1:7-Niederlage in Düsseldorf auch noch eine Heimniederlage gegen den Hamburger SV folgte, waren seine Tage gezählt.

#### Erfolge beim FC Bayern München
Pál Csernai übernahm nun interimsmäßig dessen Position auf der Trainerbank. Präsident Wilhelm Neudecker – ein Freund von „Zucht und Ordnung“, so der Vereinsmanager Robert Schwan – wollte eigentlich als neuen Cheftrainer Max Merkel verpflichten. Diesen lehnte die Mannschaft jedoch wegen seines Images als selbstherrlicher Schleifer ab; sie gab dem bisherigen Trainerassistenten den Vorzug. Schließlich kam es auf dem Rückflug von einem Auswärtsspiel zur Abstimmung, bei der sich die Mannschaft klar für Csernai aussprach. Die ganze Affäre spielte sich in aller Öffentlichkeit ab und war sogar die Topnachricht der Tagesschau – zu einer Zeit, als Sportberichterstattung noch nicht regelmäßig Bestandteil der Fernsehnachrichten war.
Nach dieser „Revolution“ trat Neudecker nach 17 Jahren von der Spitze des FC Bayern München zurück, nachdem er quasi als letzte Amtshandlung noch den Vertrag mit Csernai ausgefertigt hatte. Am Saisonende gewannen die Bayern im Volksparkstadion beim neuen Meister Hamburger SV und schlossen als Viertplatzierter ab. Noch während der Saison verließ der legendäre Gerd Müller den Verein, nachdem Csernai ihn am 3. Februar 1979 bei der 1:2-Niederlage in Frankfurt in der 82. Minute ausgewechselt hatte; das erste Mal, dass dem das ohne Not angetan wurde.
Am Ende seiner ersten kompletten Saison als Cheftrainer waren die Bayern zum ersten Mal seit sechs Jahren wieder Deutscher Meister. Nur zwei Jahre nachdem der Ungar seine Bundesligakarriere in einer Assistentenrolle in Frankfurt begonnen hatte, war er als erfolgreicher Innovator allgemein respektiert. Der FC Bayern spielte mit der von Csernai verfeinerten Raumdeckung prächtig auf, das „Pál-System“ funktionierte.
Er führte die Bayern in derselben Saison auch ins Halbfinale des UEFA-Pokals. Bayerns Gegner hieß Eintracht Frankfurt. Die mittlerweile von Friedel Rausch betreuten Hessen verloren in München 0:2, gewannen aber das Rückspiel in der Verlängerung mit 5:1 und am Ende auch den Titel in den seinerzeit noch zwei ausgetragenen Endspielen gegen Borussia Mönchengladbach.
In der Saison 1980/81 gelang die Titelverteidigung. Erneut erreichte der Klub auch ein europäisches Halbfinale. Nach einem 0:0 an der Anfield Road von Liverpool gingen die Engländer zehn Minuten vor Ende des Rückspieles in Führung. Die Bayern kamen nur noch zum Ausgleich durch Karl-Heinz Rummenigge, und der FC Liverpool erreichte aufgrund der Auswärtstorregel das Finale, in dem sich das englische Team gegen Real Madrid durchsetzte.
Auch für die Spielzeit 1981/82 waren die Erwartungen groß, doch es sollte nur zu einem Erfolg im DFB-Pokal reichen. In einem groß-bayerischen Finale wurde der 1. FC Nürnberg in einer dramatischen Partie besiegt. In der ersten Halbzeit lag der FC Bayern München bereits mit 0:2 zurück; nach einer beeindruckenden Aufholjagd siegte er noch mit 4:2, wobei Dieter Hoeneß in der 89. Minute für die Entscheidung sorgte. Dieser hatte eine Kopfverletzung erlitten und sorgte deshalb mit einem turbanartigen, blutverschmierten Kopfverband auch für das nachhaltige Erinnerungsbild dieses Endspiels.
In der Meisterschaft reichte es aber nur zum dritten Platz; in jenem Jahr dominierte der Hamburger SV unter dem legendären „Weltmeister der Trainer“, Ernst Happel. Hoffnungen weckte das Vordringen ins Endspiel des europäischen Landesmeisterpokals in Rotterdam. Die Bayern spielten überlegen, doch am Ende gewann Aston Villa durch ein Tor von Peter Withe den Titel.
In der folgenden Saison fiel der FC Bayern München in der Bundesliga schon bald zurück und im Pokal schied er frühzeitig aus. Im Europapokal der Pokalsieger bereitete erneut der spätere Sieger eines Europapokalwettbewerbes dem FC Bayern München das Aus. Diesmal war es der von Alex Ferguson trainierte FC Aberdeen, der sich im Viertelfinale durchsetzte.
Zu diesem Zeitpunkt hatte der Trainer mit dem Seidenschal auch bereits ein Imageproblem: Man hielt Csernai allgemein für arrogant; auch den Hauptsponsoren passte das nicht. Noch vor Ende der Saison trennte man sich, und Csernais Assistent Reinhard Saftig übernahm für die restlichen Spiele. In der Spielzeit darauf kehrte Udo Lattek und mit ihm der Erfolg an die Isar zurück.

#### Odyssee eines Trainers
Nach seinem Abschied vom FC Bayern München übernahm Csernai den griechischen Erstligisten PAOK Saloniki. Schon in der zweiten Runde des UEFA-Pokals kam es zum Aufeinandertreffen mit seinem bisherigen Arbeitgeber. Beide Spiele endeten 0:0 und es entwickelte sich ein dramatisches Elfmeterschießen, bei dem die Bayern mit 9:8 die Oberhand behielten. Für sie kam das Ende aber in der nächsten Runde – und erneut war es der spätere Pokalsieger, der den Bayern im Wege stand – diesmal Tottenham Hotspur aus London. Csernai beendete die Saison ohne Titel, PAOK wurde Fünfter, verließ Griechenland nach nur einer Saison und schloss sich Benfica Lissabon an, einem Verein, der bis dahin gute Erfahrungen mit Trainern aus Ungarn, wie beispielsweise Béla Guttmann und Lajos Baróti gemacht hatte.
Benfica gewann den portugiesischen Pokal mit einem 3:1-Sieg im Finale gegen den FC Porto. Da Csernai aber schon bald bei den Spielern des portugiesischen Rekordmeisters jegliche Autorität eingebüßt hatte, wurden für das Endspiel Aufstellung und Marschroute bereits durch Führungsspieler wie Carlos Manuel und Pietra festgelegt. Nach dem offiziellen Saisonende endete damit ebenso offiziell Csernais Amtszeit. In der Liga musste sich Benfica mit dem dritten Platz bescheiden; im Vorjahr war unter dem schwedischen Trainer Sven-Göran Eriksson noch die Meisterschaft gewonnen worden.
Das nächste Engagement führte Csernai zu Beginn der Saison 1985/86 zurück in die Bundesliga zu Borussia Dortmund. Bei den seinerzeit kränkelnden Westfalen konnte aber auch er keine nennenswerten Impulse geben. Zwei Spieltage vor Saisonende wurde er entlassen, und die Schwarz-Gelben kamen am Ende als 16. unter Trainer Reinhard Saftig, der ihn bereits bei Bayern beerbte, in den Relegationsspielen nur knapp dem Abstieg.
Bereits Ende September löste Csernai bei Fenerbahçe in Istanbul Yilmaz Yücetürk und den nur für ein Spiel eingesprungenen Interimstrainer Birol Pekel ab. Er blieb bis zum Saisonende im Amt, aber es sprang nur ein enttäuschender 8. Platz für den erfolgsverwöhnten Traditionsklub heraus – eine der schlechtesten Platzierungen der Vereinsgeschichte.
Als die Frankfurter Eintracht nach acht Spieltagen unter Karl-Heinz Feldkamp mit nur fünf Punkten auf dem drittletzten Platz stand, suchte sie einen „Feuerwehrmann“. In den Augen der Vereinsführung war Csernai der Richtige. Mit den durch den Abgang seines Landsmanns Lajos Détári und weiteren wichtigen Spielern geschwächten Frankfurtern holte Csernai gerade mal sechs Punkte aus den ersten neun Spielen und die Mannschaft verbesserte sich nur auf Rang 15, das war nicht genug. Zur Rückrunde nahm Jörg Berger Csernais Platz ein. Am Ende war die „launische Diva“ wieder 16., ein Abstieg blieb ihr aber erspart. Berger führte den Verein in der folgenden Saison auf einen UEFA-Pokal-Platz.
Csernai pausierte für knapp ein Jahr, ehe er selbst einen Verein durch die Rückrunde führte, den Schweizer Traditionsverein Young Boys Bern, bei dem er den Schweden Tord Grip ablöste. Er führte YB nur auf Platz 8; der Club setzte die Zusammenarbeit mit ihm nicht fort.
Im November 1990 übernahm er dann bei Hertha BSC den Posten von Werner Fuchs. Die Berliner standen nach 13 Spieltagen mit nur fünf Punkten abgeschlagen auf dem letzten Tabellenplatz. Csernai gelang gleich in seinem ersten Spiel ein Achtungserfolg, als er im Olympiastadion ein 0:0 gegen seine ehemaligen Bayern erreichte. Danach folgte sogar noch ein 4:1-Auswärtserfolg beim 1. FC Nürnberg, doch damit war der Erfolg schon wieder zu Ende. In den nächsten drei Spielen folgten noch zwei Unentschieden. Nach einem 0:3 am 20. Spieltag beim Karlsruher SC musste Csernai wieder gehen. Peter Neururer und für die letzten drei Spieltage noch Karsten Heine holten mit den weitgehend namenlosen Berlinern gerade mal vier weitere Punkte, und der Verein stieg zum vierten Mal aus der Bundesliga ab.
Nach einer erneuten, längeren Unterbrechung wurde Csernai schließlich vom nordkoreanischen Fußballverband (Chosŏn Minjujuŭi Inmin Konghwaguk Ch'ukku Hyŏphwi) verpflichtet, um die A-Nationalmannschaft zur WM-Endrunde 1994 in den USA zu führen. Aber diese scheiterte in der Qualifikation.
Zum Abschluss seiner Karriere kehrte Csernai noch einmal kurz in sein Heimatland Ungarn zurück und trainierte von Oktober 1994 bis April 1995 den Erstligisten Soproni EMDSZ LC, den im Jahr 2008 aufgelösten FC Sopron. Auch hier vermochte Csernai keine entscheidenden Impulse mehr zu vermitteln; als Tabellenletzter stieg die Mannschaft aus der Stadt nahe dem Neusiedler See ab.

## Erfolge
- DFB-Länderpokal-Sieger 1973 (mit dem Nordbadischen Fußballverband)
- Deutscher Meister 1980, 1981 (mit dem FC Bayern München)
- DFB-Pokal-Sieger 1982 (mit dem FC Bayern München)
- Portugiesischer Pokalsieger 1985 (mit Benfica Lissabon)

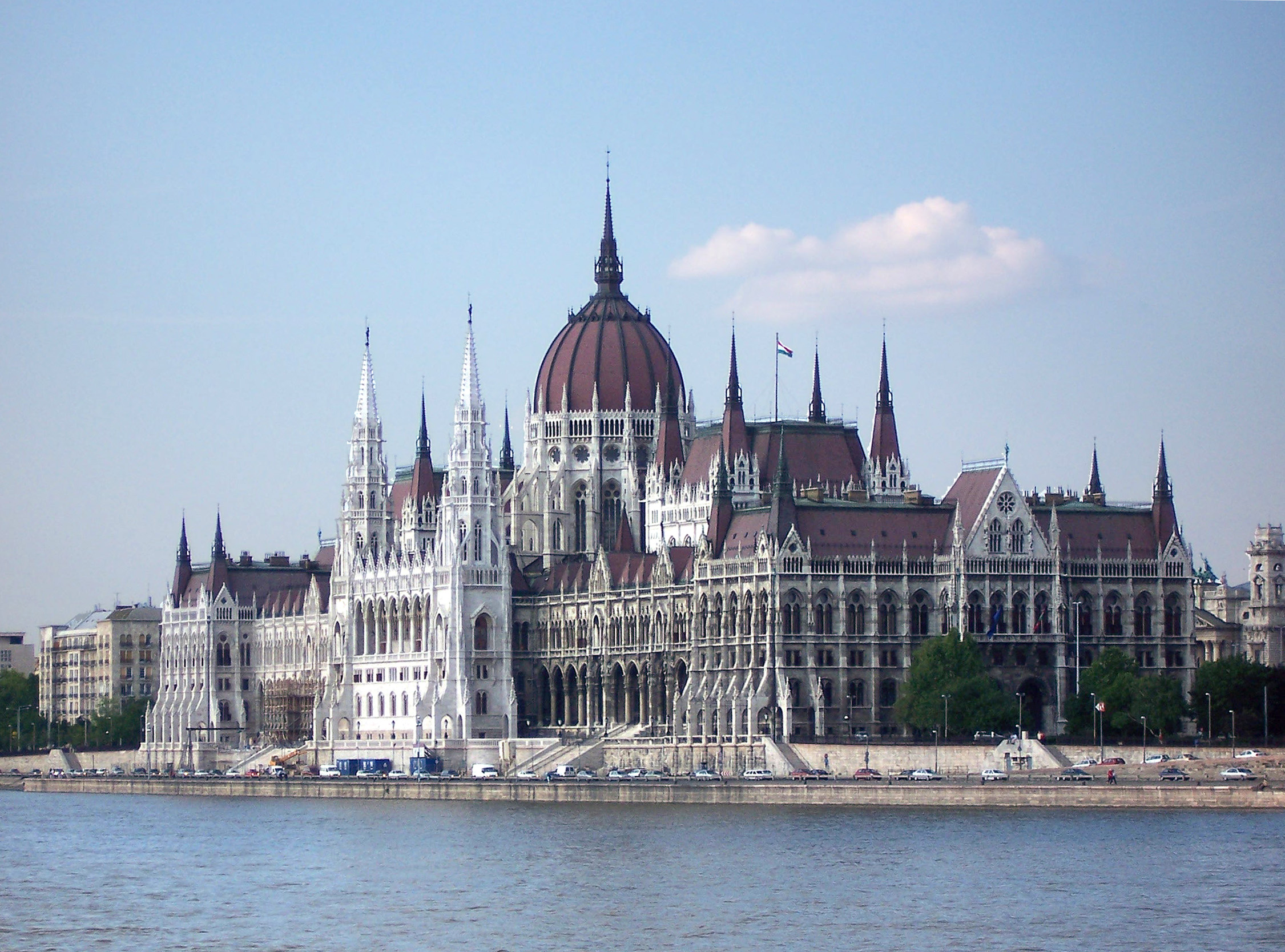
Alte und neue Heimat – Budapest.